# محمية الجزر الخمس
محمية الجزر الخمس الطبيعية هي محمية طبيعية تقع في بحر تسمان، قبالة الساحل الشرقي لإيلاوارا في ولاية نيو ساوث ويلز، أستراليا. مساحة المحمية 26 هكتار (64 أكر) وتتكون من خمسة جزر قارية تقع بين 0.5 و 3.5 كيلومتر (0.31 و 2.17 ميل) شرق ضاحية بورت كيمبلا. الجزر الخمسة هي جزيرة فليندر (جزيرة فرشاة الأسنان)، جزيرة القاروس، جزيرة مارتن، الجزيرة الكبيرة (تدعى أيضًا جزيرة الأرنب أو جزيرة بيركنز) والجزيرة الصخرية.

## التاريخ
تم تخصيص المحمية في الأساس للحيوانات في عام 1960؛ تعتبر المحمية مهمة لقيمها التراثية البيولوجية والأصلية وتدار من قبل خدمة الحدائق الوطنية والحياة البرية في نيو ساوث ويلز.
في ذروة العصر الجليدي الأخير منذ حوالي 18000 سنة، مع انخفاض مستوى سطح البحر، كانت الجزر جزءًا من البر الرئيسي. عندما زار الأوروبيون المنطقة لأول مرة حول سيدني وجنوبها مباشرة في أواخر القرن الثامن عشر، احتل الشعب الثراوي ساحل البر الرئيسي المقابل للجزر الخمسة.
تم إدخال الماشية والأرانب إلى الجزر قبل عام 1861. في عام 1867 قامت عائلة بيركنز ببناء منزل على الجزيرة الكبيرة، وعاشوا هناك حتى عام 1872 يرعون الماشية ويصيدون أسماك القرش. في أوائل القرن العشرين، تم تعدين قاع البحر إلى الغرب من الجزيرة الكبرى بحثاً عن أصداف البحر.

## ألشيرينغا: قصة الجزر الخمس
في أسطورة ألشيرينغا، عاش أولا بولاوو «رياح الغرب» على قمة جبل ميريغون (سلسلة إيلاوارا) ومعه بناته الست الصغيرات ميموزا، ويلجا، ليلي بيلي، واتل، كليماتس وجيرا.
في بعض الأحيان كان أقاربهن، الذين عاشوا في مخيم ساحلي شمال النقطة الحمراء، يصعدون الجبل لزيارتهن، ويحضرون معهم هدايا من السمك، أصداف البحر الجميلة، الفواكه والزهور، لكن ميموزا، لم تكن مسرورة، كانت عابسةً ولم ترحب بالضيوف. عندما لعب أخواتها وضحكن مع أقاربهن، قامت ميموزا بمقاتلتهم وخدشهم. انزعج أولا بولاوو للغاية من سلوك ابنته الوقح فانتزع القطعة التي كانت جالسة عليها من الجبل، وألقى بها إلى البحر.
كم هو غريب رؤية صخرة كبيرة تطير في الهواء والفتاة السوداء الصغيرة، ميموزا، تتشبث بها! وهكذا وقعت الصخرة الكبيرة في البحر، غاسلةً ميموزا، مما برّد وهدأ من طباعها الحادة. بدأت ميموزا بالبكاء، وهي تسعل وتختنق بالماء.. نظرت ميموزا لوهلة وتفاجأت أنها كانت على بعد مسافة قصيرة من اليابسة. وكانت في الواقع على جزيرة، إلا أن أخواتها وأصدقاؤها لم يتمكنوا من السباحة إليها، خوفًا من أسماك القرش. ميموزا المسكينة! بعد فوات الآوان، ندمت على طباعها. يومًا بعد يوم جلست على الجزيرة، حتى تحولت إلى حورية بحر فغطست في البحر وسبحت.
كان ينبغي أن يكون مصير ميموزا درسًا قيماً لأخواتها، إلا أنهن أصبحن كسولات، غير مباليات، وعاقات. ذات مساء، عاد أولا بولاوو، رياح الغرب، إلى المنزل، عند غروب الشمس، ليجد ويلجا مستلقية على صخرة دافئة، تلعب مع سحلية أليفة. لم تغسل وجهها أو تمشط شعرها، ولم ترتب المنزل حتى. شعر أولا بولاوو أن صبره قد نفد. كان يواجه يوماً عصيباً وهو ينفخ العواصف الرملية في الغرب، وساعد أيضاً برياحه في إطفاء حريق كبير، بالقرب من أبين، لذلك كان متعبًا.
أخذ نفساً عميقاً، ثم نفخ في ويلجا وصخرتها ورماهما إلى البحر. كم أدهش الناس في المخيم صباح اليوم التالي، عندما رأوا جزيرتين في البحر، ليستا بعيدتين عن الساحل. لم يمض وقت طويل حتى رمى أيضاً ليلي بيلي، واتل، وكليماتس إلى البحر، على قطع من الصخور حتى كان هناك خمس جزر، عليهن خمس حوريات صغيرة يتشمسن. وهكذا، كانت جيرا الطفلة الوحيدة المتبقية في منزل أولا بولاوو على قمة الجبل. كم كانت وحيدة! كان والدها يغيب كثيراً، لذا لم تجد أحداً تتحدث أو تلعب معه، لأن الأطفال في المخيم كانوا قد تعبوا من تسلق جانب الجبل لزيارة الأسرة الجامحة في الأعلى. جلست جيرا متكئةً، وذراعاها حول كاحليها، تتأمل دخان مخيم السود، أو تحدق في الجزر الخمسة. عامًا بعد عام، جلست هادئة وصامتة حتى تحولت إلى حجر. ملأها الغبار وأوراق الشجر الذابلة، ثم نما عليها العشب والزهور البرية، وهكذا أصبحت جزءًا من سلسلة الجبال. وهي تعرف الآن باسم جبل كيرا.

## النباتات والحيوانات
يشير تقرير يتحدث عن زيارة إلى الجزر في عام 1914 إلى أن مئات البطاريق الصغيرة تتكاثر بنجاح في جحورها إلى جانب طيور جلم الماء والنوارس. كما ذكر بشكل وجيز العديد من أنواع الحياة البحرية، بما في ذلك شقائق الواراتاه (نوع من شقائق النعمان) وتنين البحر المورق وكذلك العشبي (على الرغم من أن كلا النوعين يشار إليهما بالوصف لا بالاسم الشائع). تم إدراج خمسة أنواع من الطيور على أنها تتكاثر هناك في عرض تقديمي قدمه جي. إيه. كيست من المتحف الأسترالي في عام 1952: طيور البطريق الصغيرة، طائر النوء أبيض الوجه، جلم الماء وتدي الذيل (المعروف أيضًا باسم طائر الضأن) ، الخرشنة الخطافية والنورس الأسترالي. في هذا الوقت، كانت مستوطنة استيلاد الطيور الوحيدة في أستراليا تقع بالقرب في النقطة الحمراء، لكنها كانت مهددة بمضايقة البشر.
وقد تدهورت مجتمعات النباتات في الجزر الخمس، ولا سيما الجزيرة الكبيرة، بسبب الاستخدام البشري الآنف وإدخال أنواع غريبة من الحيوانات والنباتات. وتتمثل المشكلة الرئيسية في وجود الثيوم الخفي على الجزيرة الكبيرة، مما يعيق استعادة الغطاء النباتي الأصلي وأنشطة الحفر لأنواع من النوئيات.
واليوم، لا تزال المحمية مهمةً للطيور البحرية، حيث يتم البحث المستمر من قبل جمعية دراسة الطيور البحرية للمحيطات الجنوبية. الأنواع المسجلة على أنها تتكاثر في جزيرة واحدة أو أكثر من جزر المحمية تشمل صائد المحار الأسخم، البطريق الصغير، جلم الماء وتدي الذيل وقصير الذيل، الخرشنة الخطافية، طائر النوء أبيض الوجه، النورس الفضي، نورس عشب البحر والبجع الأسترالي. الزواحف الموجودة في المحمية تشمل سقنقور الماء الشرقي، سقنقور الحدائق الشائع، سقنقور ابن عرس والسقنقور مثلث الأصابع. الثدييات البحرية التي تكون غالباً خارج الماء تشمل فقمة الفراء الأسترالية ونمر البحر.

## الجغرافيا
تتكون الجزر من صخور يبلغ عمرها حوالي 250 مليون سنة وهي بركانية بطبيعتها وتعلوها أجزاء من صخور رسوبية.
كانت الجزر جزءًا من البر الرئيسي، وكانت كامل مساحة الجرف مغطاة على الأرجح بالكثبان الرملية تقريبًا حتى نهاية العصر الجليدي الأخير. مع ارتفاع مستوى سطح البحر على مدى السنوات الـ 18000 الماضية، انفصلت الجزر عن البر الرئيسي وتآكلت الرمال والتربة الخصبة. مع وصول مستويات البحر لأعلى نسبها منذ حوالي 5000 عام، غمرت المياه أجزاء من الجزر مكشوفة اليوم. غطاء التربة الخصبة للجزر ضحل وبينما هو أعمق على الجزيرة الكبيرة، فقد أدى الرعي في أواخر القرن التاسع عشر إلى تسريع عمليات التآكل الطبيعي التي في الغالب لا رجعة فيها.
| اسم الجزيرة     | المساحة (هكتار) | المسافة من البر الرئيسي | أعلى ارتفاع |
| --------------- | --------------- | ----------------------- | ----------- |
| الجزيرة الكبيرة | 17.7            | 450 م                   | 16 م        |
| جزيرة فليندر    | 2.73            | 2550 م                  | 10 م        |
| جزيرة القاروس   | 2.63            | 3050 م                  | 10 م        |
| جزيرة مارتن     | 2.33            | 1350 م                  | 13 م        |
| الجزيرة الصخرية | 0.5             | 280 م                   | 1 م         |